# Dzmitry Molasj

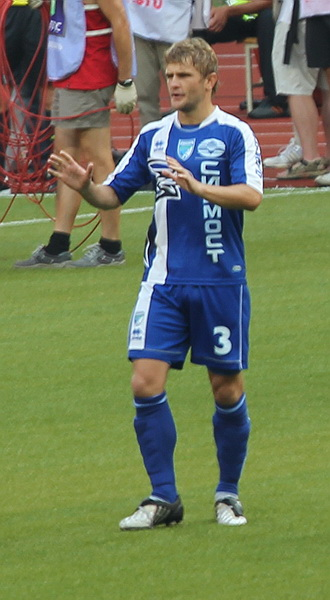
Dzmitry Molasj, 21 juli 2010.

Dzmitry Molasj (belarusiska: Дзмітры Васілевіч Молаш, Dzmitry Vasilevitj Molasj ; ryska: Дми́трий Васи́льевич Мо́лош, Dmitrij Vasiljevitj Molosj) född 10 december 1981 i Minsk, Vitryska SSR i Sovjetunionen, är en belarusisk före detta fotbollsspelare.
Molasj avslutade karriären 2014, efter två säsonger med Dinamo Minsk. Innan flytten till Dinamo Minsk spelade han bland annat för Krylja Sovetov Samara, BATE Borisov och division-ett klubben FK Nosta Novotroitsk.
Molasj har spelat fjorton landskamper för Vitrysslands herrlandslag i fotboll.